# Хелголанд (линеен кораб, 1909)
Хелголанд (на немски: SMS Helgoland) е линеен кораб на Германския императорски военноморски флот. Главен кораб на едноименната серия линейни кораби, често наричани също тип Остфризланд (на немски: Ostfriesland).
Както и болшинството линкори на Флота на Откритото море по време на Първата световна война, „Хелголанд“ води ограничени бойни действия против британския Кралски флот. Кораба участва в няколко рейда в Северно море, влиза в групата за прикритие на линейните крайцери. Линкора действа в Балтийско море против руския императорски военноморски флот по време на Сраженията в Рижкия залив през август 1915 г. На 31 май – 1 юни 1916 г. „Хелголанд“ участва в Ютландското сражение. По време на боя той се намира в центъра на немската линия и не взема такова активно участие в сражението както „Кьониг“ („SMS König“) и корабите от типа „Кайзер“. След края на войната „Хелголанд“ е предаден на Великобритания, в началото на 1920-те корабът е разкомплектован за метал. Гербът на линкора „Хелголанд“ е съхранен във Военния Музей на Историята на Бундесвера в Дрезден.

## Първа световна война
В началото на Първата световна война „Хелголанд“ е включен в състава на Флота на Откритото море. На 9 август „Хелголанд“ се базира при добре защитения остров Вангерог. Минните полета и кордоните на крайцерите, торпедните катери и субмарините защитават Вилхелмсхафен. Линкорът „Хелголанд“ е подготвен за пълното му разгръщане. Четири дни по-късно, на 13 август, „Хелголанд“ се връща във Вилхелмсхафен, за да попълни своите запаси. На следващия ден, започват да пристигат военноморските резервисти, за да попълват екипажите на немските линкори.